# Международная Хельсинкская федерация по правам человека
Междунаро́дная Хе́льсинкская федера́ция по права́м челове́ка (МХФ) — неправительственная некоммерческая организация, которая защищала права человека в странах Европы, Северной Америки и Центральной Азии. Особая миссия организации — мониторинг соблюдения прав человека согласно Хельсинкскому заключительному акту и документам, которые его дополняют.
Первоначально членами были независимые Хельсинкские комитеты Австрии, Бельгии, Канады, Франции, Нидерландов, Норвегии, Швеции и США; в Вене был создан международный секретариат.
Международный секретариат обеспечивал связь между её членами (Хельсинкскими комитетами и правозащитными объединениями) и представлял их на международном политическом уровне. МХФ также поддерживала прямые связи с людьми и организациями, которые защищают права человека в странах, где действуют Хельсинкские комитеты. Также МХФ собирала и анализировала информацию о состоянии соблюдения прав человека в странах-участницах ОБСЕ и распространяла её среди представителей правительств, межправительственных организаций, СМИ и широкой общественности.
27 ноября 2007 года президент МХФ Ульрих Фишер представил в Экономический суд в Вене просьбу признать эту правозащитную организацию банкротом.

## Члены МХФ
- Московская Хельсинкская группа (Россия) — основатель Хельсинкского движения
- Civil Rights Defenders[англ.] (ранее — Шведский Хельсинкский комитет)
- Австрийский Хельсинкский комитет
- Албанский Хельсинкский комитет
- Алма-атинский Хельсинкский комитет
- Белорусский Хельсинкский комитет
- Болгарский Хельсинкский комитет[англ.]
- Британский Хельсинкский подкомитет парламентской группы по правам человека
- Венгерский Хельсинкский комитет[англ.]
- Германский Хельсинкский комитет по правам человека, безопасности и сотрудничестве в Европе
- Греческий Хельсинкский монитор
- Датский Хельсинкский комитет
- Европейский центр по правам цыган
- Итальянский Хельсинкский комитет
- Кавказский центр по правам человека и изучению конфликтов (Грузия)
- Канадская Хельсинкская группа
- Киргизский Комитет за права человека
- Косовский Хельсинкский комитет
- Латвийский центр по правам человека
- Литовская Хельсинкская группа
- Молдавский Хельсинкский комитет за права человека (в 2007 г. был исключён)[1]
- Нидерландский Хельсинкский комитет[англ.]
- Норвежский Хельсинкский комитет
- Польский Хельсинкский комитет
- Права человека без границ (Бельгия)
- Правозащитное общество Узбекистана
- Правозащитный центр Азербайджана
- Румынский Хельсинкский комитет
- Сербский Хельсинкский комитет за права человека[англ.]
- Словакский Хельсинкский комитет
- Словенский Хельсинкский монитор
- Украинский Хельсинкский союз по правам человека[англ.]
- Финский Хельсинкский комитет
- Французский Хельсинкский комитет
- Хельсинкский Комитет за права человека в Боснии и Герцеговине
- Хельсинкский Комитет за права человека Черногории
- Хельсинкский Комитет за права человека Республики Македония
- Хорватский Хельсинкский комитет[англ.]
- Human Rights Watch (международная организация)
- Чешский Хельсинкский комитет[англ.]
- Швейцарский Хельсинкский комитет